# Хадера
Хаде́ра (ивр. חֲדֵרָה‎) — город в Израиле.
Город расположен в Хайфском округе, практически на границе с центральным районом Израиля, посередине между Тель-Авивом и Хайфой. Центр города расположен в нескольких километрах от средиземноморского побережья, а западный район города — Гиват-Ольга- находится непосредственно у моря.
Город основан в 1890 году членами организации «Ховевей Цион», выходцами из России и восточной Европы.

## Этимология топонима
Название «Хадера» происходит от арабского «Эль-Худейра» — «зелёная», преобладающего цвета болотной растительности, ранее господствовавшей в районе.

## История
История Хадеры началась с покупки участка заболоченной земли и основания на нём небольшого сельскохозяйственного поселения. В 1890 году Иехошуа Ханкин купил 30 000 дунамов местной земли у местного землевладельца, Салима Хури. Первые десять семей жили в бывшем постоялом дворе. Поселенцы вынуждены были бороться с притеснениями и вымогательством турецких властей, нападениями бедуинов, малярией. Более половины поселенцев из Хадеры умерли от малярии за первые 20 лет. Вокруг посёлка жили племена кочевников из рода Убейдия, а к востоку поселились черкесы, позже покинувшие это место из-за малярии.
Поселенцы получили помощь в 1895 году, когда барон Эдмонд де Ротшильд выделил средства для осушения болот, на строительство каналов и посадки крупных эвкалиптовых рощ.
В 1895 году жители, наконец, получили разрешение от властей на постройку первых домов.
В 20-е годы XX века через Хадеру была проложена железная дорога из Тель-Авива в Хайфу. В настоящее время в городе имеется железнодорожная станция. Время пути до Тель-Авива или Хайфы на поезде составляет примерно 30 минут. Через город также проходят две автотрассы, ведущие из Хайфы в Тель-Авив — шоссе № 2 и шоссе № 4.
В 1936 году Хадере был присвоен статус города. Город состоит из районов, построенных на некотором расстоянии один от другого. Крупнейшие районы — Гиват-Ольга у моря и Бейт-Элиэзер, расположенный к востоку от центра города.
В 1982 году между городом и морем была построена большая электростанция, носящая название «Огни Рабина» в честь Ицхака Рабина.

## Экономика
Промышленная зона расположена в северной части города. Имеются крупные бумажный и шинный заводы.

## Образование
В городе действуют 98 детских садов, 14 начальных школ, 12 средних школ и школ промежуточной ступени, 2 школы искусств, средняя школа-интернат.

## Здравоохранение
В городе расположена больница «Хилель-Яфе», обслуживающая жителей города и близлежащих населённых пунктов.
У моря расположен крупный военный санаторий.

## Население
По данным Центрального статистического бюро Израиля, население на начало 2020 года составляло 97 335 человек.
Более 22 % населения составляют иммигранты, приехавшие после 1990 года. Среди иммигрантов высок процент выходцев из стран СНГ, в основном с Кавказа.